# Нова Борова (станція)
Нова Борова (до 1973 року — Турчинка) — проміжна залізнична станція Коростенської дирекції Південно-Західної залізниці лінії Коростень — Житомир. Розташована у селищі Нова Борова.
Розташована між станцією Красносілка та зупинним пунктом Фасова. Станція виконує роботу з обслуговування під'їздний колій промислових підприємст, а також висадка та посадка пасажирів до приміських дизель-поїздів.

## Історія
Лінія Коростень-Житомир була прокладена 1915 року. Того ж 1915 року виникла станція Турчинка, що 1973 року була перейменована у Нову Борову. З 1915 року збереглася будівля вокзалу.
Станом на 1 вересня 1946 року селище залізничної станції підпорядковувалося Ісаківській сільській раді Володарсько-Волинського району Житомирської області.

## Розклад
- Розклад руху приміських поїздів;
- ст. Нова Борова